# Sofiivka, Nosivka
Sofiivka (în ucraineană Софіївка) este localitatea de reședință a comunei Sofiivka din raionul Nosivka, regiunea Cernihiv, Ucraina.

## Demografie
Componența lingvistică a localității Sofiivka
     Ucraineană (98,79%)
     Rusă (1,21%)
Conform recensământului din 2001, majoritatea populației localității Sofiivka era vorbitoare de ucraineană (98,79%), existând în minoritate și vorbitori de rusă (1,21%).